# Дороніна Олена Віталіївна
Олена Віталіївна Дороніна (нар. 2 січня 1955, Москва, Російська РФСР, СРСР — пом. 31 грудня 2011, Москва, Росія) — радянська і російська актриса театру і кіно.

## Біографія
Олена Дороніна народилася 2 січня 1955 року в Москві в сім'ї актора Віталія Дороніна та актриси Констанції Роєк. У 1976 році Олена Дороніна закінчила школу-студію МХАТ імені В. І. Немировича-Данченка (клас Павла Массальского) і стала актрисою Малого театру. Актриса неодноразово знімалася на телебаченні.
У 1999 році нагороджена медаллю ордена «За заслуги перед Вітчизною» II ступеня.
Померла на 57-му році життя після важкої хвороби 31 грудня 2011 року. Поховали на Троєкуровському кладовищі.

### Родина
- батько — В. Д. Доронін (1909—1976), радянський актор театру і кіно, народний артист Російської РФСР.
- мати — К. Ф. Роєк (1923—2005), радянська актриса Малого театру, народна артистка Російської РФСР.
- чоловік — О. Ю. Овчинников (1947—1997), актор Малого театру.

## Нагороди
- медаль ордена «За заслуги перед Вітчизною» II ступеня (1999).

## Роботи в театрі
1. 1976 — «Над світлою водой» В. І. Бєлова — Даша
2. 1977 — «Горбоконик» П. П. Єршова — кобилиця
3. 1977 — «Дачники» М. Горького — панночка в блакитному
4. 1977 — «Перед заходом сонця» Ґ. Гауптмана — гостя
5. 1977 — «Горе от ума» О. С. Грибоєдова — 4-та княжна
6. 1978 — «Витівки Скапена» Ж.-Б. Мольєра — Гіацинта
7. 1978 — «Визнання» С. А. Дангулова — дружина Френсіса
8. 1978 — «Бесіди при ясному місяці» В. М. Шукшина — Женя
9. 1978 — «Берег» Ю. В. Бондарева — Галя Аксьонова
10. 1979 — «Втрачений рай» І. Шаркади — Ева
11. 1979 — «Мамуре» Ж. Сармана — Жизель
12. 1980 — «Одруження Бальзамінова» О. М. Островського — Маша
13. 1980 — «Агонія» М. Крлежи — Марія
14. 1981 — «Цілина» Л. І. Брежнєва — цілинниця
15. 1983 — «Фома Гордєєв» М. Горького — Любов Маякіна
16. 1983 — «Вранішня фея» А. Касони — дівчинка'
17. 1984 — «Живий труп» Л. М. Толстого — Саша
18. 1984 — «Рядові» О. О. Дударева — Люська
19. 1985 — «Незріла малина» І. Губача — Ганичка
20. 1987 — «Холопи» П. П. Гнєдича — Агничка
21. 1988 — «Будинок на небесах» І. Губача — Квета
22. 1989 — «Казки Голлівуду» К. Гемптона — Марта Фейхтвангер
23. 1990 — «Горбоконик» П. П. Єршова — 2-й кінь
24. 1993 — «Цар Борис» О. К. Толстого — Ірина Федорівна Годунова
25. 1999 — «Казка про царя Салтана» О. С. Пушкіна — ткачиха
26. 2001 — «Хеппі-енд» С. Сондхайма та Д. Фурта — Нам Чжун Вуонг
27. 2005 — «День на день не доводиться» О. М. Островського — Круглова
28. 2008 — «Діти сонця» М. Горького, режисер А. Шапиро — Авдотья

## Фільмографія
1. 1981 — Прибуткове місце
2. 1985 — Незріла малина — Ганичка
3. 1986 — Одруження Бальзамінова — Маша
4. 1996 — Страшна думка
5. 2002 — Російські амазонки — епізод
6. 2005 — Тіньовий партнер
7. 2008 — Галина (1, 2, 3, 7, 8 серії) — дружина Броннікова
8. 2010 — Тридцять сьомий роман — Віра Андріївна
9. 2010 — Про що говорять чоловіки — дружина чесного чоловіка